# 太田絢子 (気象予報士)
太田 絢子（おおた あやこ、1989年8月9日 - ）は、日本の気象予報士、防災士。愛知県江南市出身。

## 来歴
滝高等学校、早稲田大学人間科学部卒業。
大学在学中に気象予報士資格を取得し、卒業後、大手損害保険会社勤務 を経て2017年度から2018年度NHK松山放送局気象キャスター、2019年度からウェザーマップ所属となり、CBCテレビ 『チャント!』の16・17時台気象キャスターを務める。
2021年10月1日、『チャント！』において妊娠の為、10月4日より産休入りすることを発表した。
2021年11月18日、『チャント！』において第1子となる女児を11月15日に出産した事が発表された。2022年5月9日より復帰。
2023年9月29日、『チャント！』の気象コーナーにて、当日の放送をもって番組から卒業することを報告。
同年10月、夫の仕事の都合により家族でアメリカのロサンゼルスに引っ越した。

## 出演番組
- 過去の出演
  - ひめポン! (NHK松山放送局)
  - えひめ845 (NHK松山放送局、2017年4月 - 2019年3月)
  - チャント! (CBCテレビ、2019年4月1日 - 2023年9月29日）[8]
  - CBCニュース (CBCテレビ）